# Хаджидимитрово (област Ямбол)
Вижте пояснителната страница за други значения на Хаджидимитрово.
Хаджидимитрово е село в Югоизточна България. То се намира в община Тунджа, област Ямбол.